# إدوارد بوفيه
إدوارد ريموند بوفيه (13 نوفمبر 1936—28 سبتمبر 2021) كان مدير أعمال معروف بمساهماته في صناعة الطيران في الولايات المتحدة. وفي مسيرة امتدت لأكثر من 40 عامًا، أسس ثلاث شركات طيران بما في ذلك أمريكا ويست للطيران، التي اندمجت فيما بعد مع أمريكان إيرلاينز.

## النشأة
ولد بوفيه إدوارد ريموند بوفيه في 13 نوفمبر 1936 في بويبلو، كولورادو. كانت لعائلته أصول فرنسية كندية وقد انتقلت إلى المدينة في كولورادو، حيث عمل جده ووالده في مصنع الصلب كولورادو فيول آند آيرون. درس في جامعة سانت جوزيف، إنديانا بمنحة رياضية وانتقل لاحقًا إلى جامعة ريجيس في دينفر. كان رياضيًا موهوبًا بدأ مسيرته في لعب البيسبول كلاعب رمي للكرة بيده اليسرى ومضرب بيده اليمنى وتم اختياره من قبل بالتيمور أوريولز عندما كان في المدرسة الثانوية. ومع ذلك، قرر ممارسة كرة القدم الأمريكية وأصبح لاعبًا هجوميًا.

## الحياة المهنية

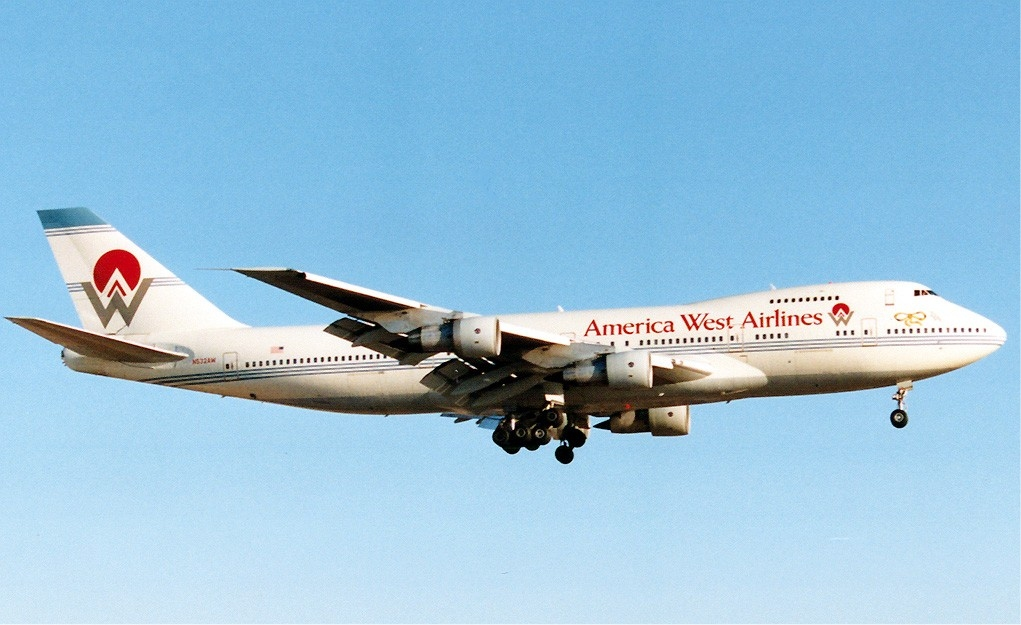
أمريكا ويست للطيران بوينغ 747-200 في فينيكس، أريزونا (1991)

في مسيرة امتدت لأكثر من 40 عامًا، أسس بوفيه ثلاثة شركات طيران بما في ذلك شركة أمريكا ويست للطيران المقرة في فينيكس والتي اندمجت فيما بعد مع يو إس إيرلايز. بعض المزايا الرائدة التي قدمها أصبحت الآن ميزات أساسية في شركات الطيران ذات التكلفة المنخفض الحديثة. بدأ بوفيه حياته المهنية بالعمل في قسم الحسابات في كولورادو فيول آند آيرون قبل الانضمام إلى [[فرونتير إيرلاين
ز]] حيث عمل في قسم المالية. انتقل فيما بعد إلى بونانزا إير لاينز وانتقل إلى فينيكس، أريزونا في عام 1966. في وقت لاحق غير مهنته ليصبح مستشارًا في عام 1970 حيث خدم عملاء بما في ذلك كونتيننتال إيرلاينز ومدينة فينيكس. كان هذا الوقت عندما كانت صناعة الطيران تشهد إلغاء الرقابة في عام 1978. في عام 1981، شارك في تأسيس أمريكا ويست للطيران مع ابنه مارك بوفيه، دون نيلسون، ومايكل روتش. أدى إلغاء الرقابة على الصناعة إلى ظهور شركات طيران ناشئة أخرى بما في ذلك نيويورك إير وبيبل إكسبريس إيرلاينز وقد أطلقت مسابقة شرسة في الأسعار مع الشركات الحاكمة. في هذا البيئة، بدأ الشركة برأس مال بقيمة مليوني دولار وثلاثة طائرات بوينغ قد استأجرها. غالبًا ما أشيع تسمية الشركة بـ "لؤلؤة الإلغاء" و "حبيبة الإلغاء".
أمريكا ويست للطيران رائدة في العديد من المزايا ذات التكلفة المنخفضة، بما في ذ
لك الحجوزات المبكرة والشحنات المباشرة والتكاليف المنخفضة للتشغيل. في عام 2005، اندمجت أمريكا ويست للطيران مع ويسترن باسيفيك للطيران وأصبحت شركة واحدة تحت اسم يو إس إيرلايز، والتي تعتبر الآن واحدة من أكبر شركات الطيران في العالم.